# Berninabahn
De Berninabahn is een spoorweg in het zuiden van het kanton Graubünden. Hij verbindt St. Moritz in Zwitserland en Tirano in Italië, en wordt geëxploiteerd door de Rhätische Bahn. De Berninabahn omvat 13 tunnels en galerijen en 52 viaducten en bruggen. In 2008 werd deze spoorweg samen met de Albulabahn door UNESCO op de Werelderfgoedlijst geplaatst. Hij is genoemd naar het Berninamassief, een gebergte met toppen tot meer dan 4000 meter, en de bijbehorende Berninapas.

## De bouw van de Berninabahn
Voor de geschiedenis van de Berninapasweg zie: Berninapas.

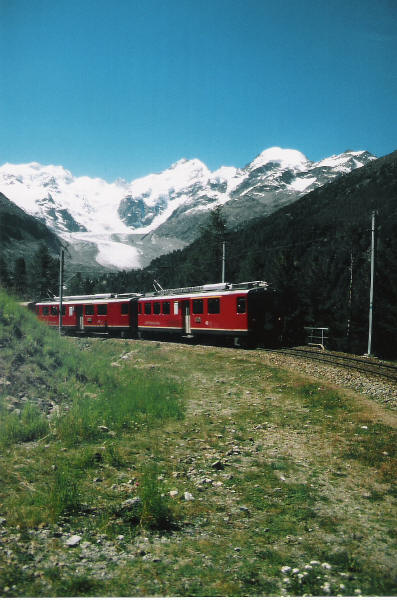
De trein over de Berninapas klimt hier van Morteratsch naar het Bernina Hospiz, op de achtergrond de Morteratschgletscher

Nauwelijks was de Rhätische Bahn (RhB) begonnen met de bouw van de Albulabahn van Thusis naar St. Moritz, of een ingenieursbureau uit Zürich kwam in 1899 met de eerste concrete plannen voor een elektrische tram van Samedan via Poschiavo en Campocologno naar Tirano. De lijn zou op de noordflank van de Berninapas gebouwd moeten worden, langs de bestaande weg naar Bernina Hospiz, vervolgens via Alp Grüm naar Cavaglia, en dan via Cadera naar Poschiavo en dan weer hoofdzakelijk de pasweg volgend naar Tirano. Met zijn prachtige uitzichten zou de lijn veel te bieden hebben bij de grote vraag naar reizen in de bergen.
Het besluit tot de bouw werd genomen in nauwe samenhang met de bouw van de elektriciteitscentrale Campocologno. Deze centrale zou de stroom gaan leveren voor de Berninabahn. Aanvankelijk ging men met de Engelse firma General Water Power in zee voor de financiering, maar dit plan liep spaak op onvoldoende financiële capaciteit. Andere evenzo onfortuinlijke pogingen tot financiering van de spoorlijn volgden tot uiteindelijk in 1904 een doorbraak werd bereikt.
Energieleveringsverdragen met de katoenindustrie in Lombardije leidden uiteindelijk tot de bouw van de elektriciteitscentrale in Brusio en de aanleg van de Berninabahn. De Eisenbahnbank en verschillende investeerders uit Bazel zorgden voor voldoende krediet om de particuliere spoorweg Berninabahn op 15 september 1905 te kunnen oprichten. De elektriciteitsfirma Alioth, Münchenstein nam de gedetailleerde planning en de uitvoering van de bouw op zich samen met de Aktiengesellschaft Albert Buss + Cie, uit Bazel.
Op 16 juli 1906 begonnen de werkzaamheden aan de fundamenten in het noorden tussen Pontresina en Morteratsch alsook in het zuiden aan de Puschlavsee (Poschiavo-Miralago). De bovenleiding werd gebouwd door de Nederlander Dirk Nachenius (1860-1930) die tot 1911 tevens werkzaam was als directeur van het elektriciteitsbedrijf van Brusio.
De iets meer dan 60 km lange spoorlijn moest in drie etappes uiterlijk 1910 in gebruik genomen kunnen worden. Het lukte de leidinggevende ingenieurs W. Siegrist en E. Bosshard dit optimistische tijdschema te volgen. Het grenst zelfs bijna aan een wonder omdat vele moeilijkheden de bouw hinderden. De verandering van het voorgenomen tracé langs het Stazerwald had de bouw van de 698 m lange Charnadüratunnel bij St. Moritz tot gevolg. Op het hoog-alpiene tracé van Bernina Hospiz naar Alp Grüm kon in verband met de klimatologische omstandigheden alleen gedurende de paar zomermaanden gewerkt worden. Het slechte weer in de laatste drie jaar van de bouw en de sneeuwrijke winter van 1909/10 hadden nog meer vertragingen van de bouw tot gevolg. Belangrijk meerwerk ontstond aan de zuidzijde door de slechte geologische omstandigheden bij Cadera, bij de tunnelbouw in de Cavaglia-Schlucht, en door de bouw van de draaischijf op Alp Grüm. Desondanks sloten de ondernemingen hun werk ook in financieel opzicht succesvol af. De bouwkosten en de aankoop van rollend materieel konden binnen de beraamde 15 miljoen Zwitserse franken worden betaald.
Het openingsfeest vond plaats op 5 juli 1910 en gaf in Engadin en Valposchiavo gelegenheid tot drukbezochte volksfeesten. De opening van de spoorlijn op het geplande tijdstip is voornamelijk te danken aan de grote flexibiliteit van de ingenieurs en de uitstekende prestaties van de betrokken arbeiders en firma's. Van doorslaggevend belang waren ook de financiële bijdragen van de gemeenten langs de spoorlijn, de hulp bij het verwerven van de benodigde stukken grond, bij de onteigeningen en door het afstand doen van het heffen van belastingen.
Als onderneming met een puur toeristisch karakter moest de jonge Berninabahn de eerste jaren van haar bestaan zonder subsidies van de Zwitserse regering en het kanton Graubünden rondkomen.

## Belangrijke openingsdata
- 1 juli 1908 - Pontresina – Morteratsch
- 1 juli 1908 - Poschiavo – Tirano
- 18 augustus 1908 - Celerina – Pontresina
- 18 augustus 1908 - Morteratsch – Bernina Suot
- 1 juli 1909 - St. Moritz – Celerina
- 1 juli 1909 - Bernina – Suot
- 5 juli 1910 - Ospizio Bernina – Poschiavo

## De Berninabahn in gebruik

### Bernina-Bahngesellschaft (1910-1941)

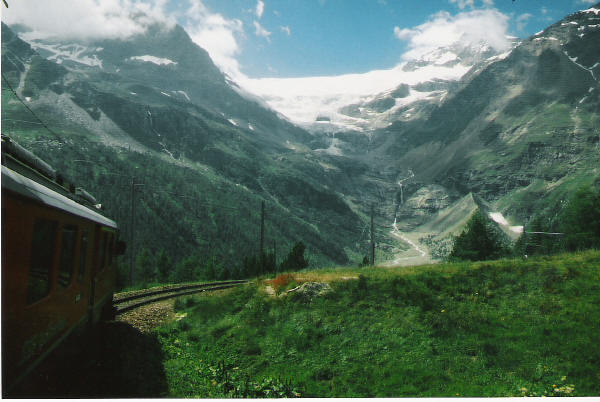
De trein over de Berninapas verlaat hier station Alp Grüm. Op de achtergrond Piz Palü en de Palügletscher

De opening, in de zomer van 1910, was een groots succes. De toeristische interesse voor de spoorlijn overtrof ieders stoutste verwachtingen. Uit economische overwegingen probeerde de Bernina-Bahngesellschaft het tracé ook in de winter bedrijfsklaar te maken, ook al waren hiertegen de nodige bedenkingen. In de concessie was namelijk alleen winterbedrijf opgenomen voor de trajecten St. Moritz – Morteratsch en Poschiavo – Tirano.
Ter realisering van het wintervaardig maken van de spoorlijn werden er tussen 1911 en 1915 de nodige galerijen gebouwd om de spoorlijn te beschermen tegen steenslag, lawines en stuifsneeuw. Tegelijkertijd moesten verschillende stations en delen van de spoorlijn aangepast worden aan het veel frequentere verkeer op de lijn.
De Bernina-Bahngesellschaft was er trots op dat ze in de beide winters van 1912 tot 1914 met uitzondering van enkele dagen ook het kritische tracé Alp Grüm – Cavaglia kon berijden. Dankzij de inzet van de op stoom aangedreven sneeuwruimers leek men eindelijk het natuurgeweld bedwongen te hebben.
Het enthousiasme van de maatschappij verdampte helaas snel door het uitbreken van de Eerste Wereldoorlog omdat die een inzinking van het reizigersaantal en goederenverkeer op de lijn tot gevolg had. Door de ontbrekende inkomsten kwam de nog jonge spoorwegmaatschappij voor het eerst in bestaansnood. De markt zou pas weer in het midden van de jaren twintig aantrekken. In de dienstregeling van 1926 werd voor het eerst een sneltrein opgenomen met twee tussenstops op het traject St. Moritz – Tirano. Dat kon nu in 2,5 uur afgelegd worden.
Als aanvulling van de internationale dienst met comfort-treinen en slaapwagons nam de Mitropa-Gesellschaft de lunchverzorging op zich in de belangrijkste sneltrein en op de stationsrestauratie in Alp Grüm. Vanaf 22 december 1928 rolden haar twee bij de SWS (Schweizerischen Waggonfabrik Schlieren) bestelde restauratiewagons 161 en 162, van het type B4ü, op de sporen van de Berninabahn. De elegante bouwwijze met panoramaramen en de gedegen inrichting zorgden ervoor dat ze al snel bekendstonden als "Salon Speisewagen" (salon-restauratiewagon). In een aparte keukenwagon werden de maaltijden bereid voor de trein. Die reed uit douaneoverwegingen slechts tussen St. Moritz en het grensstation Campocologno.
Vanaf 1 augustus 1929 zette de Mitropa ook bij de Rhätische Bahn eigen restauratierijtuigen in. Drie rijtuigen dienden voor de verzorging van de gasten op de Albulabahn en vanaf 1930 ook in de Glacier Express. Deze Glacier Express bestond in 2005 75 jaar.
De economische crisis dwong de Bernina-Bahngesellschaft om al in 1931 haar optimistische aanbod bij te stellen. Na het ontslag van een deel van het personeel uit voorzorg volgde de stopzetting van de winterdienstregeling. Vanwege de grote tekorten bij de inkomsten van de maatschappij, kostte het de grootste moeite om aan de betalingsverplichtingen te kunnen blijven voldoen.
Uiteindelijk zocht men hulp bij het kanton Graubünden en bij de staat voor het verkrijgen van subsidies. Ook werd een wijziging van de concessie aangevraagd. In oktober 1941 leidden de onderhandelingen met de gesprekspartners tot een fusie met de Rhätische Bahn.
De Berninabahn werd direct vanaf het begin in 1910 geëlektrificeerd met 750 volt gelijkspanning, in het jaar 1935 is deze verhoogd tot 1000 volt. Dit leidde er ook toe dat de motorwagens en de locomotieven aangepast moesten worden aan de nieuwe spanning.

## Na de fusie met de Rhätische Bahn
Per 1 januari 1942 nam de Rhätische Bahn het bestuur en de dienstregeling van de Bernina-Bahngesellschaft over. De opheffing van de private maatschappij in Poschiavo volgde in juni 1944 en had grote verliezen tot gevolg voor de aandeelhouders van de Bernina-Bahngesellschaft. Meer geluk was er voor de 128 werknemers die bij de nieuwe werkgever opnieuw een baan vonden.
Op grond van de in 1939 aangenomen wet voor het verstrekken van hulp aan noodlijdende private spoorwegmaatschappij, zekerde de kantonnale regering met een beduidende sanering het bestaan van de zeer waardevolle Bernina-Strecke. Ter dekking van de kosten van de winterdienstregeling boden het kanton Graubünden, de postbedrijven en het Kraftwerk Brusio financiële bijdragen.
Met de fusie met de RhB verdwenen de restauratierijtuigen van Mitropa van de Bernina-Strecke. De Mitropa haalde in 1944 haar rijtuigen 161 en 162 terug voor modernisering en de inbouw van keukens. Dit gebeurde in Berlijn. Daar overleefden de treinstellen de bombardementen en ze konden na de oorlog weer terugkeren naar Graubünden. De RhB verwierf alle vijf de restauratierijtuigen van de Mitropa en zette ze in op de Albulabahn en de Glacier Express. Sinds 1949 werden de rijtuigen van Mitropa beheerd door de Schweizerischen Speisewagen-Gesellschaft (SSG).
Na de onderbreking van twee jaar van de dienstregeling van Campocologno naar Tirano door de Tweede Wereldoorlog, kon het Italiaanse tracé op 3 oktober 1945 weer in gebruik genomen worden. Dit traject kwam in 1949 in bezit van de RhB.
De RhB was zich ten volle bewust van het toeristische belang van de Berninabahn. Zij investeerde net als bij de andere lijnen regelmatig in de sanering van de spoorlijn en in beschermingsgalerijen. De aanvoerfunctie van de baan naar de skigebieden steeg met de ingebruikneming van de Luftseilbahn Diavolezza (1956) en Lagalp (1963). Voor de veiligheid werd de "Telefunk" in 1975 ingevoerd.
De modernisering van het rollend materieel en de toename van het personen- en goederenverkeer verlangden een verbetering aan de energievoorziening. Dit werd gerealiseerd door de bouw van een Umformerwerk en de vernieuwing van de bovenleiding tussen 1967 en 1970. Vanaf 1980 werden alle beveiligingen van de Bernina-Strecke vanuit centrale posten in Pontresina en Poschiavo op afstand bediend.
In 1981 is in Pontresina spoor 3 voorzien van een bovenleiding met omschakelbare spanning (1000 volt gelijkspanning voor de Berninabahn/11.000 volt wisselspanning, 16 2/3 Hz, voor de Engadiner Bahn). Het wisselen van deze spanning is gekoppeld aan de stand van de wissels. Hierdoor kan elektrisch gerangeerd worden met bijvoorbeeld de Bernina Express.

## De geschiedenis van de Bernina-Express
Terwijl de beroemde Glacier Express haar directe verbinding van Zermatt via Chur naar St. Moritz al in 1930 was gestart, begon de Bernina-Express in 1969 voor het eerst met een doorgaande treinverbinding. Vanaf 1973 reed voor het eerst in de zomer dagelijks één trein tussen Chur en Tirano.
De Bernina-Express was als volgt samengesteld: Op de Albulabahn reden de verkorte en toen nog groene Bernina doorgaande rijtuigen eerste en tweede klasse gekoppeld aan de sneltrein Chur – St. Moritz. Op de heenreis werd de Bernina-Express in Samedan overgenomen door een tweesysteemloc Gem 4/4 801 of 802, die de trein met dieseltractie naar Pontresina bracht.
Voordat het station van Pontresina werd verbouwd moest de machinist de locomotieven tijdens een speciale stop bij Bernina Diavolezza omschakelen van dieseltractie naar elektrische tractie met bovenleiding met 1000 V gelijkspanning. Zo kon de reis verder vervolgd worden met de milieuvriendelijke elektrische stroom naar Tirano. Op de terugweg werd dit omgekeerd uitgevoerd. De machinist schakelt thans onderweg naar Surovas om naar dieseltractie. Hiervoor was geen stop noodzakelijk.
Vanaf 1982 volgde een locomotiefwissel in Pontresina. Hier was nu een perron beschikbaar dat over beide stroomsystemen beschikte. Voortaan namen de motorrijtuigen ABe 4/4 het vervoer van de Bernina-Express over de Berninapas op zich. De tweesysteemlocs kwamen hierdoor vrij voor andere diensten.
Door de succesvolle reclame van de RhB voor de Bernina-Express boekte deze snel het benodigde resultaat. De buitengewone oversteek door de Alpen kende veel belangstelling bij de toeristische dagjesmensen. De aantallen reizigers namen dan ook zienderogen toe. De gasten waren zeer tevreden over het feit dat deze wonderbaarlijke reis vanuit het Zwitserse Mittelland naar het Valtellina heen en terug in goed 12 uur reizen kon worden afgelegd.
Het lukte de private spoorwegmaatschappijen BVZ, FO en de RhB gezamenlijk om de Express-treinen op tijd op de vraag van de internationale groepen reizigers af te stemmen. De aanschaf van nieuw rollend materieel met ruime grote compartimenten maakte het mogelijk om opgenomen te worden in het Europese plaatsreserveringssysteem. In 1983 reden de eerste comfortabele eenheidsrijtuigen III over de Berninabahn. Ze onderscheidden zich door hun bruinrode kleur en hun gedegen interieur aangenaam van het overige rollend materieel.
Dankzij het grote succes kon in de zomer van 1985 gelijktijdig met de Glacier Express een nieuwe dienstregeling ontwikkeld worden waarbij ruimte was voor een uitgebreider zomeraanbod met gescheiden treinen voor alleenreizenden en groepsvervoer. De daarmee verbeterde verdeling van de reizigers over het aanwezige materieel loont zich nog altijd heel goed.
Een decennium later lanceerde de RhB met de Heidiland-Bernina-Express een nieuw item. Met dit toegevoegde treinenpaar kregen ook het Prättigau en de beduidende toeristenplaatsen Klosters en Davos een directe aansluiting op het Valtellina. Gelijktijdig werd de mogelijkheid geboden om een dagrondrit te maken met busvervoer van Tirano naar Lugano. Deze reis voert dan langs het idyllische Comomeer en het Meer van Lugano en over de technisch zeer interessante Gotthardbahn.
Sinds 1990 rijden ook in de winter doorgaande rijtuigen als Bernina-Express met modern rollend materieel tussen Chur/St. Moritz en Tirano.

## Winterbedrijf op de Berninapas
In de winter is een tocht over de hoogste 'spoorwegpas' in Europa een belevenis. Met de Berninabahn van het Oberengardin in het Valposchiavo of omgekeerd. Omdat deze spoorbaan als toeristische spoorweg is aangelegd worden de reizigers, om hen zo veel mogelijk van het prachtige landschap te laten zien, vervoerd over de 2253 m hoge pasweg, in plaats van dat de top door een tunnel wordt gepasseerd.
De meeste zorgen ontstaan op de hellingen van de Berninapas, de Engadiner noordzijde en de Puschlaver zuidzijde. Op de pashoogte loopt een continentale waterscheiding. Noordelijk vloeit het water via de Inn en de Donau in de Zwarte Zee en aan de zuidelijke kant vloeit het water via de Adda en Po in de Adriatische Zee. In de winter zijn de drie meren op de pashoogte echter dichtgevroren en bedekt met een metershoge laag sneeuw en is de waterafvoer afgesloten. Niet afgesloten is de spoorweg.
Dit is ook geen wonder want het Berninagebied is een van de geliefdste wintersportoorden voor tourskitochten, pisteafdalingen en langlaufers. Maar ook reizigers zonder wintersportambities komen in de winter naar dit gebied. De contrasten van landschap en vegetatie tussen St. Moritz (1800 m boven zeeniveau) en Tirano (400 m boven zeeniveau) zijn pas echt indrukwekkend in de winter, vooral wanneer de pas nog diep onder de sneeuw ligt en in de dalen de lente al een kleine doorblik geeft.
De in 1910 geopende Berninabahn werd aanvankelijk aangelegd voor uitsluitend ingebruikneming tijdens het zomerhalfjaar. Tijdens de bouw werd ook betwijfeld of het mogelijk zou zijn om de spoorweg hoe dan ook in de winter open te kunnen houden. Maar na opening van de spoorweg werd eigenlijk meteen besloten tot ingebruikstelling gedurende het gehele jaar. Aanvankelijk zou blijken dat men aan mankracht niet voldoende had om de spoorweg open te houden. En dus werd tot de aanschaf van stoomsneeuwfrezen besloten.

### Stoomsneeuwfrees
Twee stoomsneeuwfrezen werden aan het rollend materieel van de maatschappij toegevoegd. Deze moesten wel op stoomkracht werken want de elektrische bovenleiding was niet in staat voldoende energie te leveren voor én sneeuwfrezen met elektrische aandrijving én de elektrische aandrijving van de loc die stijgingen van 70 promille en krappe bogen met een boogstraal van slechts 45 meter moet kunnen overwinnen. Op drie plaatsen aan het traject werd een draaischijf gebouwd om de stoomsneeuwfrezen in werkrichting te draaien. Een van deze draaischijven bevindt zich in de berg bij het station Ospizio Bernina.
In 1967 werden door de Rhätische Bahn, die de Berninabahn inmiddels had overgenomen, twee elektrische sneeuwfrezen aangeschaft. Hun inzet zorgde ervoor dat de stoombroertjes als reserve voor de maatschappij stand-by bleven. Omdat er een profiel van tot wel zes meter breedte geruimd werd, moesten de palen van de bovenleiding verder van de spoorbaan geplaatst worden, anders zouden ze beschadigd worden door de sneeuwfrezen. Zolang er sprake is van geringe sneeuwhoogte wordt gebruikgemaakt van sneeuwploegen die aan de locs van de treinen worden gemonteerd.
Maar ook wanneer er slechts weinig sneeuw valt kan het voorkomen dat de opwaaiende sneeuw ervoor zorgt dat de sneeuwfrezen toch ingezet moeten worden. Om het werk te vergemakkelijken is het traject her en der verlegd, zodat de sporen zich nu op de plaatsen bevinden waar de sneeuw door de wind wordt weggeblazen. Dit scheelt aanmerkelijk om de spoorbaan sneeuwvrij te houden.
Als bij Bernina Suot de lawine "Marianne" naar beneden komt dan moet zelfs de stoomsneeuwfrees van stal gehaald worden. Deze lawines zorgen ervoor dat men grootschalige inzet van mens en materiaal nodig heeft om het traject St. Moritz – Tirano zo snel als mogelijk weer voor het verkeer vrij te kunnen geven. Toch eist de dagelijkse dienst van het winterharde personeel het uiterste van de mensen.
In januari en februari wordt door Historic RhB een excurie aangeboden. Hierbij is Pontresina het uitgangspunt voor een trip langs Ospizio Bernina (Berninapas) en Alp Grüm naar Cavaglia en terug.

### Controles
Ook van groot belang zijn de mensen die de controles van de spoorbaan uitvoeren. Ze zijn onder alle weersomstandigheden buiten, als het sneeuwt en stormt of wanneer de zon schijnt boven de strakke sneeuwvlaktes. Dagelijks moeten wissels van sneeuw en ijs bevrijd worden. Bruggen moeten bewaakt worden. Metselwerk in de galerijen moet gecontroleerd worden. Ook moet men ijspegels verwijderen van de galerijen zodat ze het treinverkeer niet kunnen schaden.
De mannen moet doorlopend het rijschema van de treinen in de gaten houden. Wanneer er een trein nadert, moeten ze zich terugtrekken in de hiervoor bestemde ruimtes aan de route. Dan wachten ze tot de trein voorbij is geraasd om dan weer verder te gaan met hun werk.
Om de spoorweg te beschermen tegen lawines werden vooral aan de zuidzijde van de pas tussen Ospizio Bernina (Bernina Hospiz) en Alp Grüm omvangrijke galerijen gebouwd.

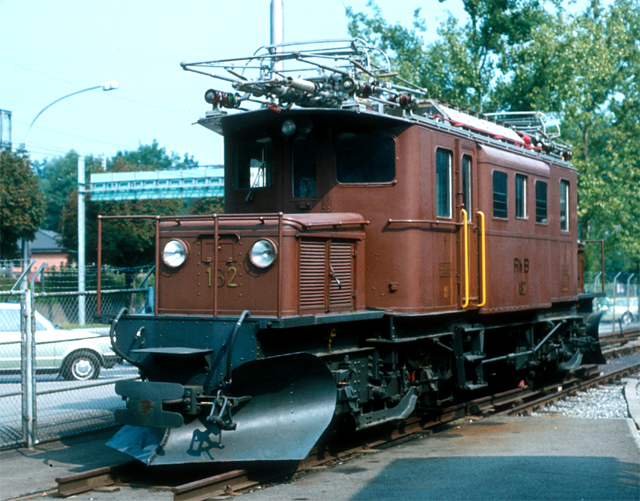
Ge 4/4 182 van de Berninabahn omstreeks 1982 in het Verkehrshaus te Luzern (CH)

## Elektrische tractie
De Berninabahn had vanaf het begin in 1910 elektrische tractie met 750 volt gelijkspanning; in 1935 is deze verhoogd tot 1000 volt.
Door de elektrificatie werd het station Pontresina een station met twee verschillende bovenleidingspanningen, namelijk de Engadiner Bahn met 11.000 volt wisselspanning, 16⅔ Hz en de Berninabahn met 1.000 volt gelijkspanning.
De sporen 1 en 2 zijn bestemd voor treinen van de Engadiner Bahn en de sporen 4 tot 7 voor treinen van de Berninabahn.
Om met uitwisselen van materieel te vergemakkelijken werd in Pontresina spoor 3 voorzien van een omschakelbare bovenleiding die gekoppeld is aan de stand van de wissels met 11.000 volt, 16⅔ Hz wisselspanning dan wel met 1000 volt gelijkspanning.